# Lonicera ciliosa
Lonicera ciliosa, comúnmente conocida como Madreselva naranja, es una especie de planta de flores con propiedades mielíferas, perteneciente a la familia Caprifoliaceae, es una madreselva nativa de los bosques del oeste de Norteamérica.

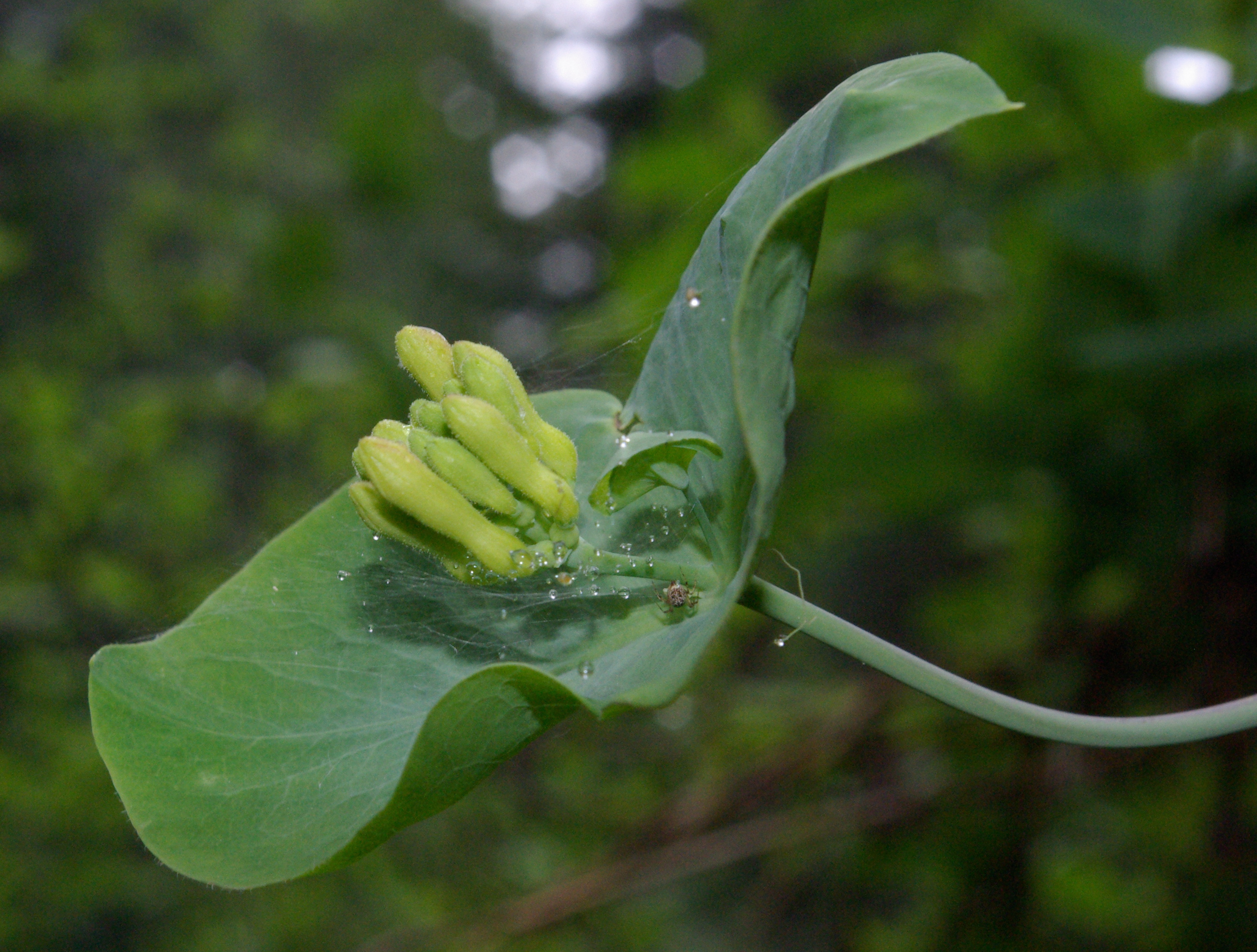
Detalle de la planta

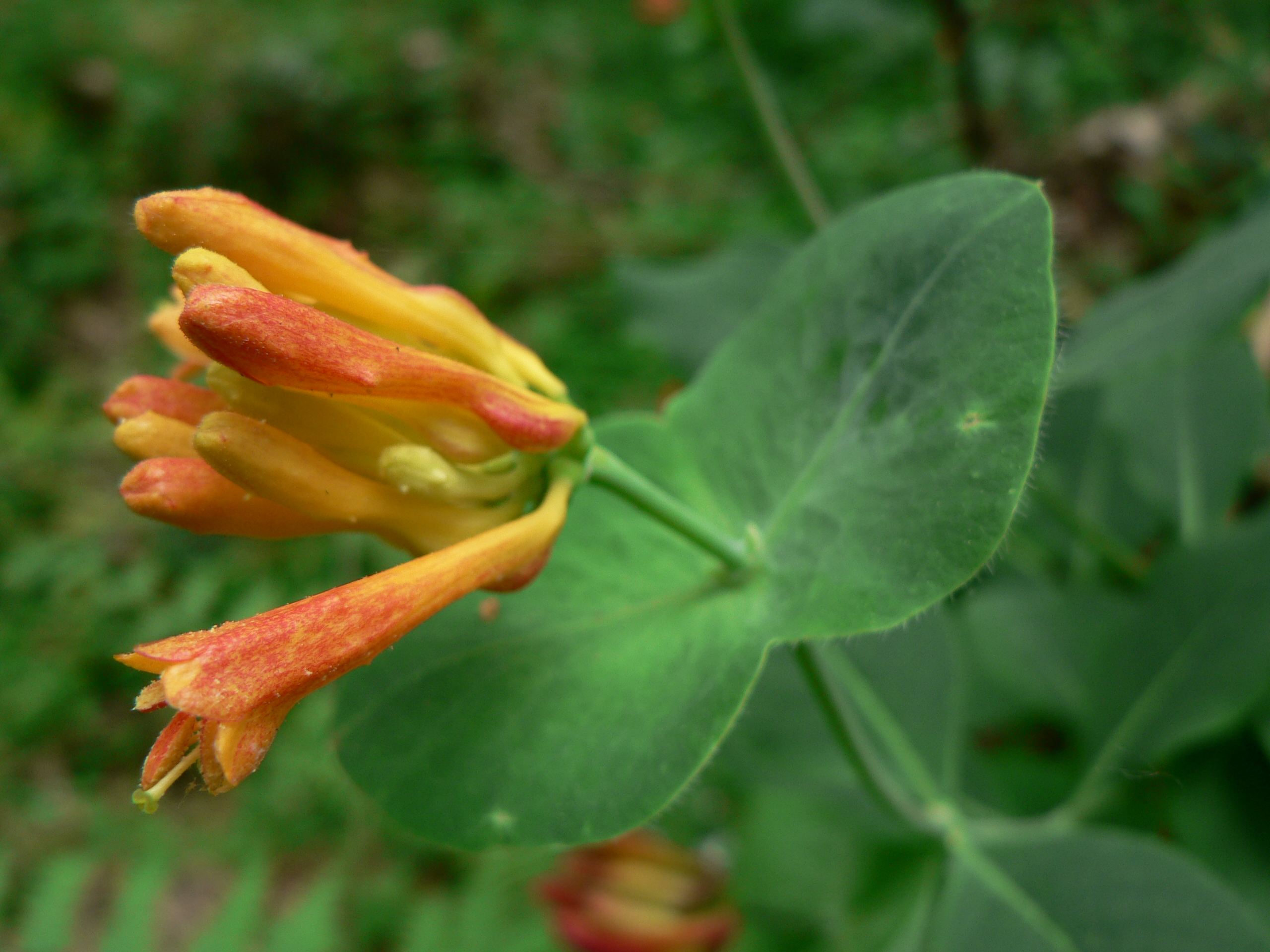
Detalle de las hojas soldadas

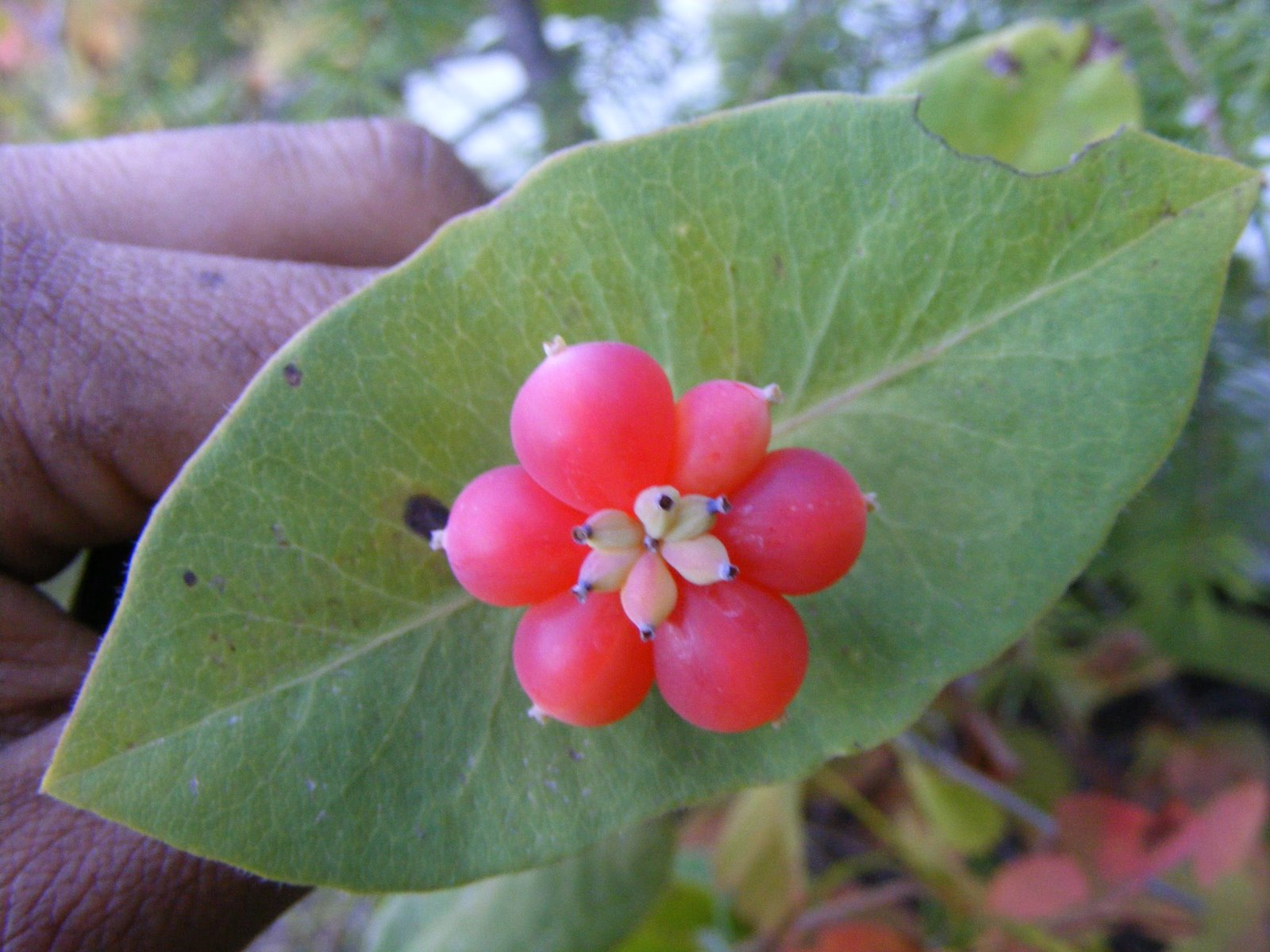
Frutas

## Descripción
Es un arbusto caduco que alcanza los 6 metros de altura. Las hojas son opuestas, ovales de 4-10 cm de longitud, con los últimos pares soldados en la base formando un disco o copa. Las flores son de color amarillo-naranja de 2-4 cm de longitud, con cinco lóbulos en forma de trompeta que se producen en cabezas florales al final de la planta. El fruto es una baya translúcida comestible de color rojo-naranja de al menos 1 cm de diámetro.

## Usos
Los frutos silvestres de esta especie son comestibles crudos o cocidos, pero a diferencia de la madreselva azul, no suelen ser un alimento común ya que frescos son algo insípidos; por lo que se prefiere su consumo procesadas en diversas preparaciones.
Se utiliza como planta ornamental.

## Taxonomía
Lonicera ciliosa fue descrita por (Pursh) Poir. ex DC.   y publicado en Prodromus Systematis Naturalis Regni Vegetabilis 4: 333. 1830.
Etimología
El término madreselva se ha usado durante mucho tiempo para designar a las especies integrantes del género Lonicera, aunque este apelativo se aplicó primeramente para designar a la especie Lonicera caprifolium  L., planta sarmentosa que se encuentra en los bosques europeos.
El término Lonicera fue usado por primera vez por Linneo en el 1753 adaptando al latín el apellido "Lonitzer", en honor del botánico Lonitzer (1528-1586), médico que ejerció en Fráncfort.
ciliosa: epíteto latino que significa "con cilios".
Sinonimia
- Caprifolium ciliosum Pursh
- Caprifolium occidentale Lindl.
- Kantemon ciliosum Raf.
- Xylosteon ciliosum Steud.[4]